# Chaetodon nigropunctatus
Chaetodon nigropunctatus es un pez mariposa marino, de la familia de los Chaetodontidae. 
Su nombre común más popular en inglés es Black-spotted butterflyfish, o pez mariposa negro manchado.
Es una especie generalmente común en su área de distribución, con poblaciones estables.

## Morfología
Posee la morfología típica de su familia, cuerpo ovalado y comprimido lateralmente, aunque su perfil lateral es más cuadrangular que la media del género. 
La coloración base del cuerpo y de las aletas dorsal, anal y caudal es crema. Un patrón de líneas y puntos oscuros, conformando un dibujo de red, recubre el cuerpo. Las aletas pectorales son transparentes. Las aletas dorsal, anal y los laterales de la caudal, tienen un fino margen negro, y la aleta caudal tiene el margen posterior blanco. El hocico y la boca son blancos, y la raya negra de la cabeza que atraviesa el ojo, tan característica del género, la pierden de adultos.
Tiene 13 espinas dorsales, entre 21 y 23 radios blandos dorsales, 3 espinas anales, y entre 18 y 20 radios blandos anales.
Alcanza los 14 cm de largo.

## Hábitat y distribución
Especie asociada a arrecifes superficiales, tanto rocosos como coralinos, también en lagunas con fondos de arena. Normalmente se les ve en parejas o solitarios. Habitan en colonias coralinas, alimentándose durante el día y resguardándose bajo el coral por la noche. 
Su rango de profundidad está entre 3 y 15 metros.
Se distribuye exclusivamente en aguas tropicales del océano Índico oeste, en los golfos de Omán y Pérsico, y al sur de la península arábiga y el mar Rojo. Es especie nativa de Arabia Saudí; Baréin; Emiratos Árabes Unidos; Irán; Irak; Kuwait; Omán y Catar.

## Alimentación
Se alimenta predominantemente de pólipos de corales.

## Reproducción
Son dioicos, o de sexos separados, ovíparos, y de fertilización externa. El desove sucede antes del anochecer. Forman parejas durante la maduración para toda su vida, y durante el ciclo reproductivo, pero no protegen sus huevos y crías después del desove.